# Makedoniens flag (græsk region)
 Ikke at forveksle med Nordmakedoniens flag.
Makedoniens flag (græsk: Σημαία της Μακεδονίας, Simea tis Makedonias) består af en gul sol (Verginasolen)) på et blåt felt.

## Makedoniens Symbol
Verginasolen er et symbol for den græske region Makedonien og det makedoniske oldtidsrige under Philip 2. af Makedonien og hans søn Alexander den Store